# 勵精中心

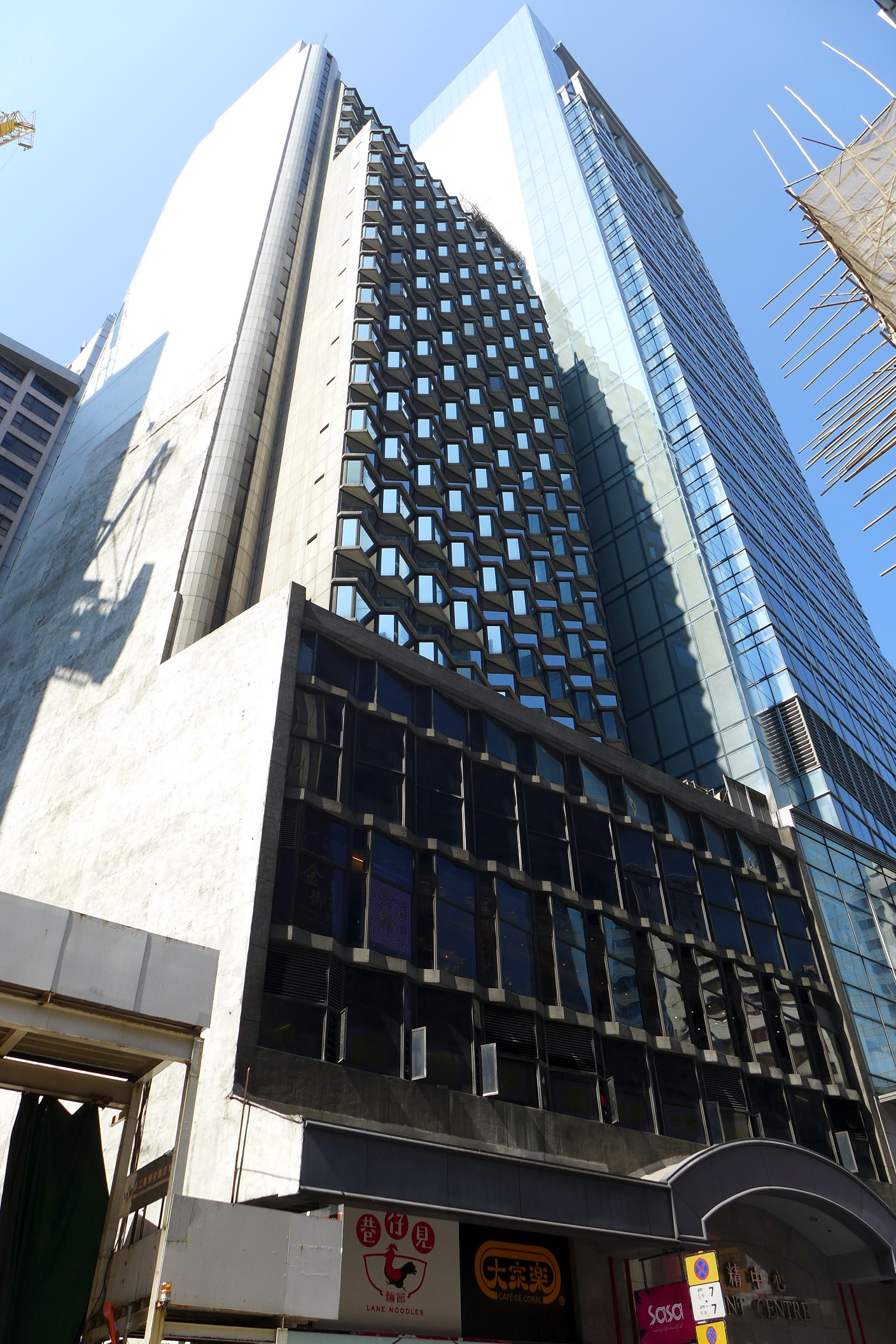
勵精中心

勵精中心（英語：Regent Centre）是香港一座辦公室大樓，位於中環皇后大道中88號，發展商為華光地產，因此早年亦叫作華光勵精中心。大樓樓高25層，於1983年落成。
大廈附設兩層停車場，入口位於士丹利街，需利用車用升降機往地庫，唯由於場內通道面積有限，加上單線雙程行車，成為不少車主眼中的「地獄停車場」。

## 商舖
地面設有多個商舖，包括萬寧、SaSa、惠康、大家樂及巷仔見麵館（大家樂集團旗下）。